# Panorama Bourbaki
Le Panorama Bourbaki est une peinture cylindrique de 10 mètres de haut sur 35,6 mètres de diamètre (112 mètres de développement), conservée dans un musée consacré à Lucerne en Suisse. C'est l'une des rares de ces peintures géantes en vogue au XIXe siècle à avoir été conservée à ce jour. Due au peintre suisse Édouard Castres, elle représente avec réalisme un épisode de la guerre franco-prussienne de 1870-1871 : la débâcle de l'armée Bourbaki de janvier 1871 et son internement en Suisse où elle avait cherché refuge. Elle illustre aussi l'une des premières actions humanitaires d'envergure de la Croix-Rouge.

## Contexte historique

### Les peintures panoramiques
Le panorama Bourbaki a été créé à une époque où de nombreuses autres fresques panoramiques (cylindriques de grands diamètres) apparurent en Europe. Au XIXe siècle la popularité de ce genre tint au fait d’avoir une vision artistique à 360° sur un fait historique ou de la globalité d'un site. Les œuvres les plus marquantes furent :
- le panorama de Thoune, peint de 1809 à 1814,
- le bombardement d'Alger de 1816, érigé en 1826 à Amsterdam,
- le panorama du Caire, de l'artiste belge Émile Wauters, exposé à Vienne, Munich, Bruxelles et la Haye,
- le panorama de Raclawice, de l'artiste de Jan Styka, exposé à Wrocław (Pologne).
- la bataille de Morat, de l'artiste allemand Louis Braum en 1893, d'une hauteur de 10m et de 100m de circonférence.

L'intérêt du public disparu à la fin des années 1890, notamment  avec l'arrivée du  cinéma et leurs propriétaires firent face à des difficultés financières.

### Un épisode de la guerre de 1870: l'aventure de l'Armée de l'Est
L'Armée de l'Est est formée à Bourges en décembre 1870 afin de rallier Belfort où résiste le colonel Denfert-Rochereau retranché dans la citadelle, et de briser la progression de l'armée prussienne vers le sud. Cette armée, qui compte 140 000 hommes, est souvent désignée du nom de son général, Charles Denis Bourbaki. Débarquée par le train à Clerval, à mi-chemin entre Besançon et Montbéliard, l'Armée de l'Est reprend rapidement Villersexel, au nord de Clerval, aux Prussiens le 9 janvier 1871, puis se tourne vers l'est pour délivrer Belfort. Le froid est extrême et l'armée de l'Est, trop rapidement préparée, n'est pas assez équipée pour y faire face. Des combats très rudes ont lieu du 14 au 18 janvier dans la région de Montbéliard-Héricourt mais rien de décisif n'est obtenu par l'Armée de l'Est pourtant très supérieure en nombre aux 52 000 Prussiens du général von Werder retranchés derrière la Lizaine. Bourbaki décide alors de faire retraite vers Besançon puis Lyon, mais le déplacement dans sa direction du corps d'armée du général von Manteuffel, signalé sur les hauteurs autour de Quingey, le fait dévier vers Pontarlier. Oubliée par l'armistice du 28 janvier 1871, l'Armée de l'Est n'a comme seule ressource que de passer en Suisse où elle sera internée après avoir été désarmée, ce qui est effectif à partir du 1er février 1871, après signature d'une convention entre les chefs militaires français et suisse, la convention des Verrières, du nom du lieu du principal point de passage de la frontière. 87 847 hommes dont 2 467 officiers, sans oublier 11 800 chevaux, 285 canons et mortiers, et 1 158 voitures vont passer la frontière dans les jours suivants.
Cette retraite tragique à travers le glacial plateau du Haut-Doubs, où la température descend jusqu’à −20 °C, va émouvoir l'opinion suisse et internationale, et marquer profondément le jeune peintre suisse Édouard Castres, volontaire de la Croix-Rouge du côté français qui a accompagné l'Armée Bourbaki dans sa retraite et va rentrer en Suisse avec elle.
L'accueil et la répartition en internement sur quasiment tout le territoire suisse de près de 90 000 hommes épuisés est d'ailleurs la première grande action humanitaire de la toute jeune Croix-Rouge (fondée en 1863), et s'inscrit dans la politique de neutralité perpétuelle de la Suisse. Malgré les secours apportés, 1 700 hommes épuisés mourront pendant leur internement en Suisse.

## Création
Marqué par la détresse et la souffrance intense des soldats de Bourbaki qu'il a rencontrés, Édouard Castres fait d'abord plusieurs esquisses et tableaux, puis, en 1881, après plusieurs années de préparatifs et de documentation, il se lance directement à même la paroi de la rotonde, située alors à Genève. Il fait travailler avec lui 12 jeunes peintres et cette équipe réalise l’œuvre en seulement 5 mois. La toile fait à l'époque 14 mètres de hauteur. L’œuvre est financée par l'entrepreneur genevois Henneberg, qui, en homme d'affaires avisé, compte attirer un large public grâce au côté patriotique et humanitaire de l’œuvre. Le succès ne sera que temporaire, ce qui conduira au déménagement du panorama à Lucerne en 1889 pour y toucher un nouveau public.

## Description

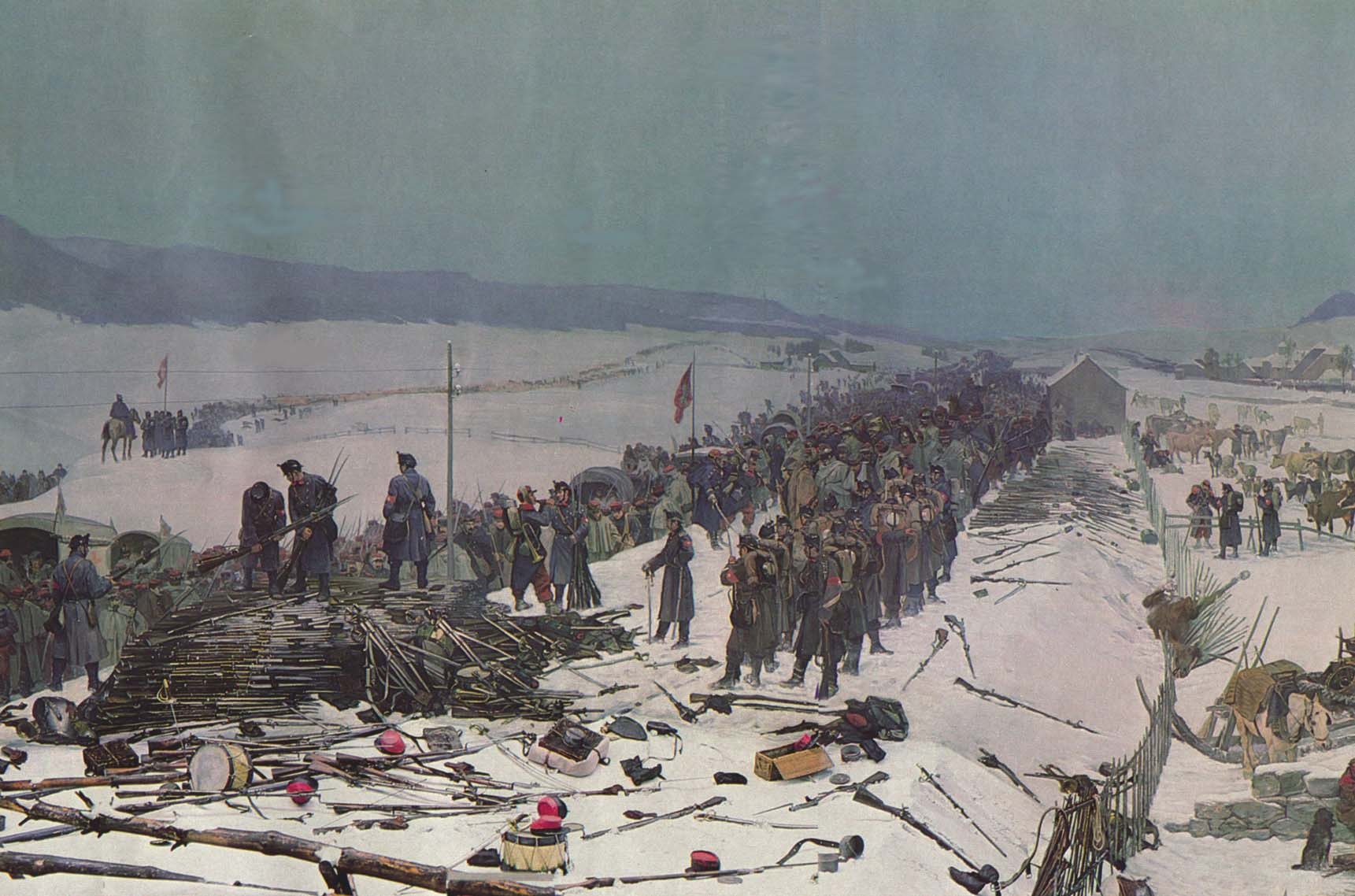
Panorama Bourbaki (détail) : les soldats français déposent leurs armes au passage de la frontière suisse.

Édouard Castres se concentre sur l'aspect humanitaire de la situation contrairement à d'autres panoramas réalistes créés en Europe après la guerre de 1870 qui privilégient traditionnellement les aspects héroïques de la guerre. Il n'illustre pas une victoire mais la misère humaine qui résulte d'une défaite et les secours apportés aux victimes d'une situation extrême.
La peinture montre successivement trois grandes étapes du périple :
- l’armée de l’Est descendant du Jura français, pataugeant dans une neige épaisse, en une longue file d'hommes et de chevaux ;
- la scène du désarmement des quelque 34 000 Français passés par les Verrières, auprès d'une voie ferrée, sous la surveillance étroite de l’armée suisse ; les fusils et les sabres saisis forment de hautes piles sur le talus du chemin de fer ;
- la longue marche des soldats désarmés jusqu’à leur lieu d’internement. Sur le fond blanc de la neige, on remarque des touches de couleurs : le manteau rouge d'un cuirassier démonté ou les pantalons rouges des uniformes des unités coloniales (on imagine les souffrances des Africains dans ce climat polaire). Beaucoup d'hommes cheminent pieds nus ou enveloppés de tissus en lambeaux car leurs chaussures ont fini par être détruites à force de marches dans la neige[2]. On voit quelques blessés monter à bord de trains.

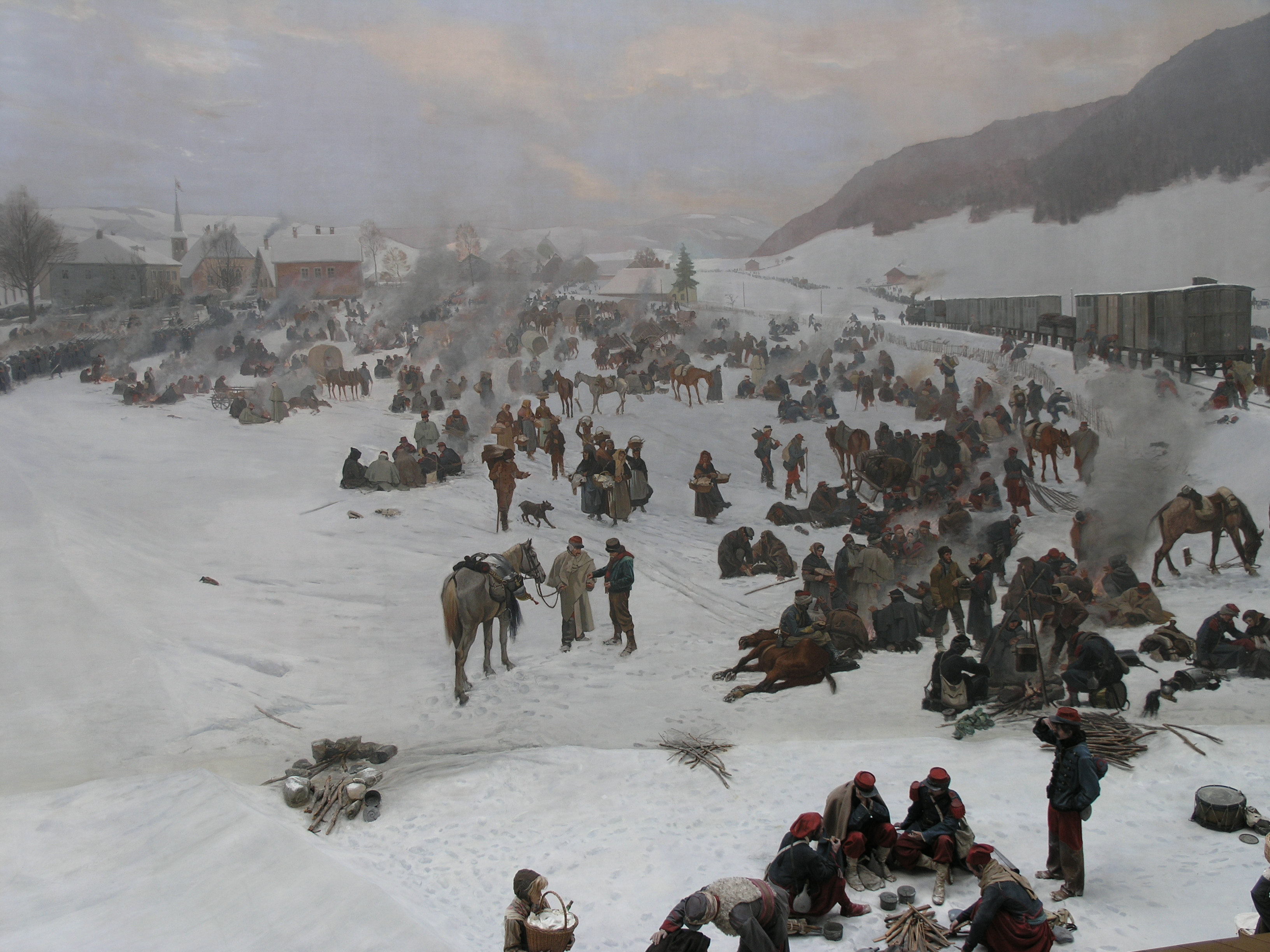
Panorama Bourbaki (détail) : réconfort apporté aux soldats épuisés par la population suisse.

Les 2e et 3e parties de la peinture sont émaillées d'actes de solidarité auquel le peintre rend ainsi hommage : près de la voie ferrée, des soldats se réchauffent autour de petits feux, grâce au bois, à la paille et des couvertures apportées par des civils. Dans l'arrière-pays suisse où s'enfonce ensuite une partie de cette armée en déroute, les habitants viennent spontanément nourrir et soigner les soldats. Un prêtre portant l'emblème de la Croix-Rouge administre l'extrême-onction à un soldat mourant.

## Réception
Le panorama est inauguré le 24 septembre 1881. Depuis la plateforme centrale, les spectateurs sont plongés au cœur de la tragédie. Le Journal de Genève écrit : « L’illusion est complète [...] et tout l’ensemble est d’un effet saisissant ».

## Bâtiment

### Historique
Le panorama Bourbaki est abrité dans un bâtiment spécifique, construit à cet effet en 1889 après que le Genevois Benjamin Henneberg fut venu s’installer à Lucerne avec son panorama Bourbaki, qui avait été exposé à Genève depuis 1881. Une rotonde fut construite au 10 et 11 Löwenplatz afin d’accueillir le tableau cylindrique en lieu et place d'un projet de musée de la bataille de Sempach qui venait d'être abandonné. Son rez-de-chaussée était occupé par des locaux commerciaux.

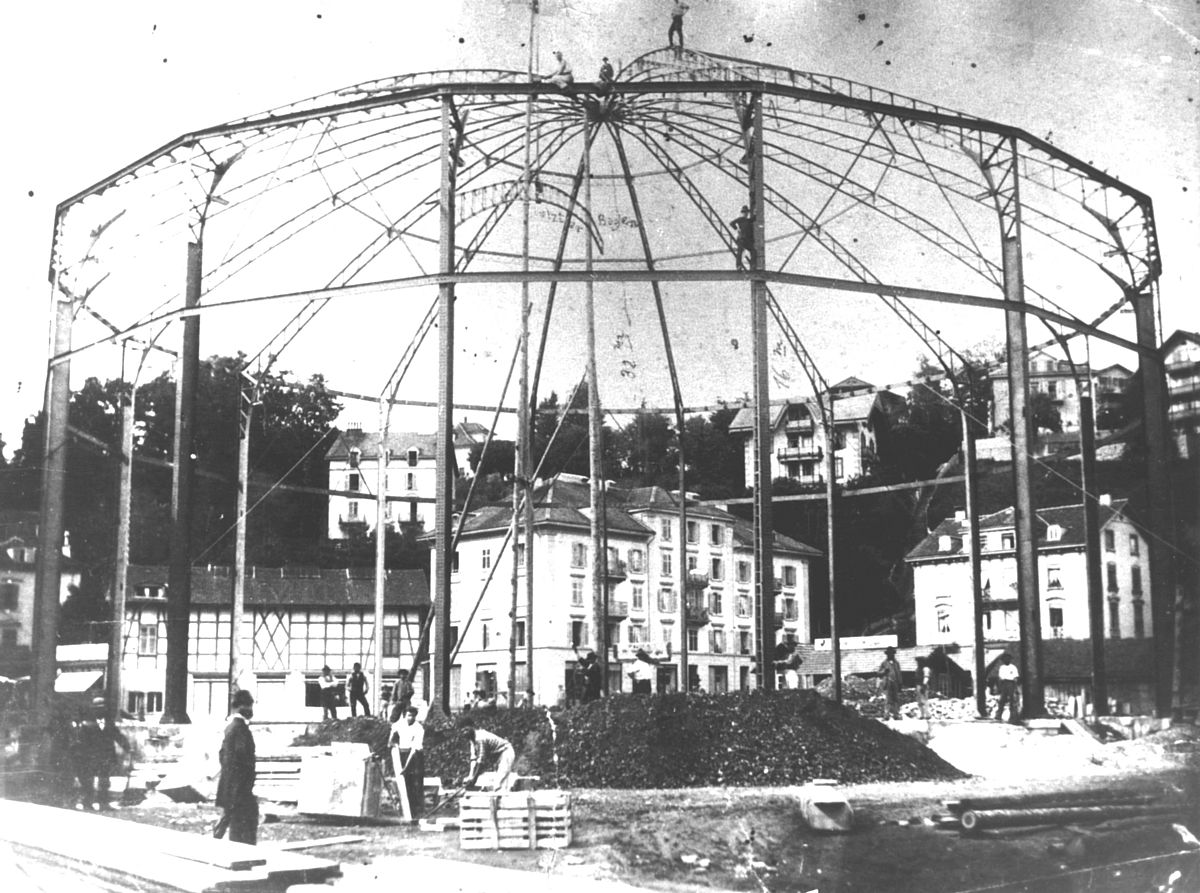
Construction du Panorama Bourbaki à Lucerne en 1889.

Le bâtiment d'origine est une construction à armature métallique quasi circulaire, en fait un hexadécagone (polygone composé de 16 côtés égaux. La construction comporte des pignons, corniches et lanternes communs à l'époque de la construction. L'espace consacré à l’œuvre, d'une circonférence de 112 mètres environ, comporte en son centre une plateforme pour les visiteurs. Le réalisme de la peinture est rehaussé par le « faux terrain » qui garnit le sol entre la plate-forme et la peinture. La lumière du jour éclaire la peinture au travers de la verrière du toit tandis que les visiteurs en sont abrités par une petite guérite qui coiffe la plateforme d'observation.
En 1925, en raison de la forte concurrence du cinéma, David Alfred Henneberg dut vendre le panorama. L'acquéreur, l'entreprise Koch & Söhne, fit du rez-de-chaussée un parking dernier cri doté en 1926 d'une plaque tournante en bois actionnée par un ascenseur de la maison Schindler, toujours fonctionnel aujourd’hui.

### XXIesiècle
En 2000 fut ajoutée une construction en verre, aux formes simples, composée de panneaux de béton, de verre, d’acier, de briques et de panneaux de bois afin d'enrichir l'offre culturelle du bâtiment (voir ci-après le paragraphe "situation actuelle").
Le bâtiment du panorama Bourbaki réunit désormais sous un même toit une offre culturelle multiple (bibliothèque, espace d'exposition, cinéma, restaurant), ce qui fait de lui une « maison des médias, des rencontres et de la culture ».
La ville de Lucerne et la Fondation Panorama Bourbaki sont copropriétaires du bâtiment et forment ensemble la société appelée STWEG Bourbaki Panorama.

### Classement
Le bâtiment figure à l'inventaire cantonal lucernois des monuments et constructions. Il s'agit d'un bâtiment historique classé qualifié de sensible.

## Historicité des scènes représentées dans le panorama
Sensible aux consignes de son commanditaire Benjamin Henneberg, Édouard Castres, bien que témoin oculaire des événements représentés dans son œuvre, tend à magnifier l'héroïsme et la générosité des Suisses, voire leur esthétique. Parmi les écarts les plus notables entre la réalité et la peinture, on trouve :
- la scène où les généraux français et suisse se serrent la main, qui n'a jamais eu lieu ;
- les uniformes impeccables de l'armée suisse : l'armée suisse présente dans la région réunissait en réalité plusieurs unités dans quatre uniformes différents[4].